# Charles Mungoshi

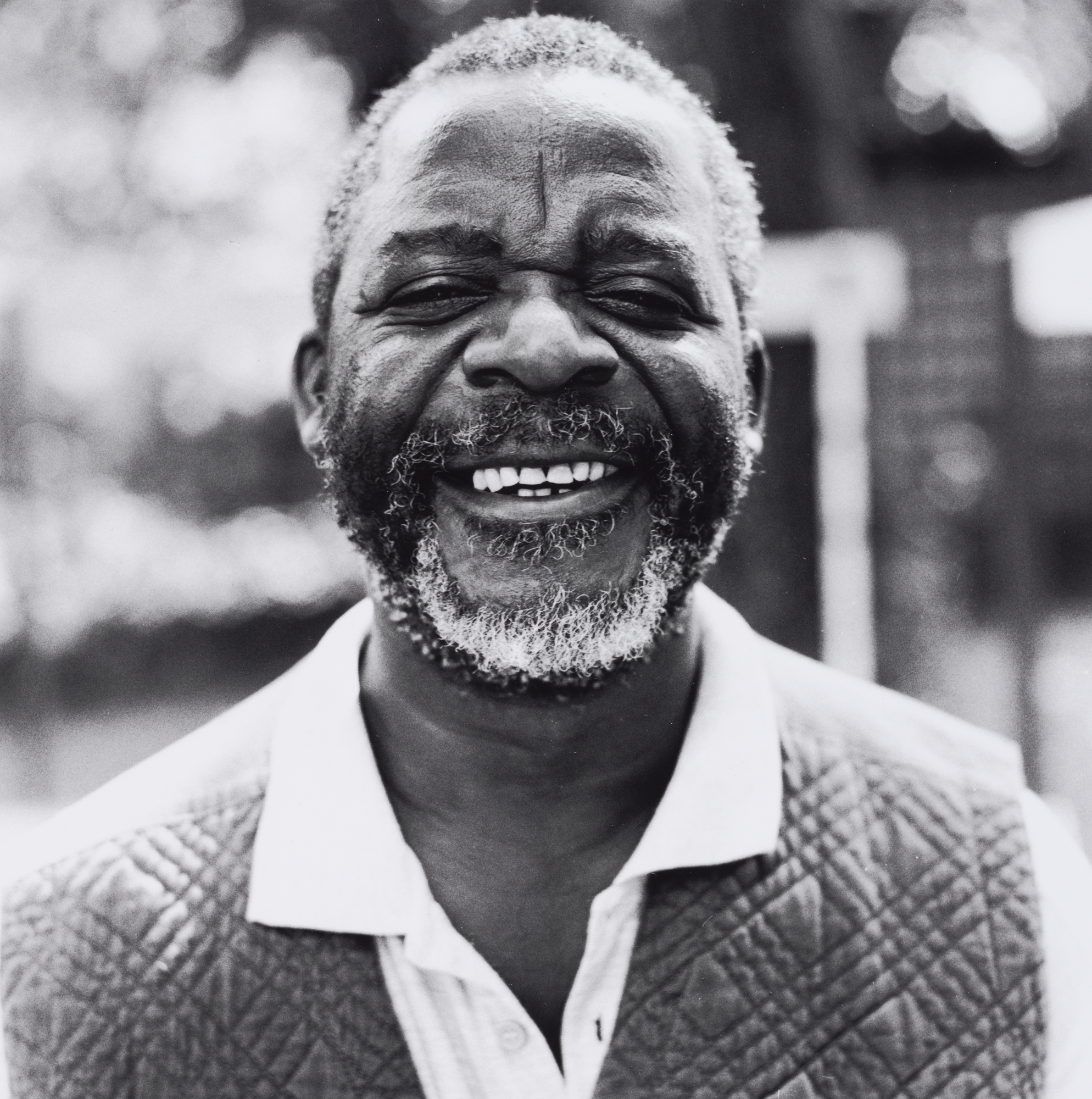
Charles Mungoshi in der Villa Waldberta (1998)

Charles Lovemore Mungoshi (geboren 2. Dezember 1947 bei Enkeldoorn, Südrhodesien; gestorben 16. Februar 2019 in Chitungwiza) war ein simbabwischer Schriftsteller.

## Leben
Charles Lovemore Mungoshi wurde in den Manyene Communal Lands geboren und besuchte eine Schule in der Region Umtali. Er arbeitete nacheinander in der Forstverwaltung, in einer Buchhandlung und in einem Verlag. Sein jüngerer Bruder David Mungoshi (1949–2020) wurde ebenfalls Schriftsteller. Er heiratete die Filmschauspielerin Jesesi Mungoshi, sie haben fünf Kinder. Mungoshi spielte nebenher auch als Schauspieler im Film.
Mungoshi schrieb in Shona und in Englisch. Er verfasste Romane, Kurzgeschichten und Erzählungen, Kinderliteratur und vereinzelte Gedichte als Fingerübungen. Er schrieb politische Literatur zum Kolonialismus und nach der Befreiung zu den Problemen der postkolonialen Gesellschaft. Er übersetzte A Grain of Wheat des Kenianers Ngũgĩ wa Thiong’o aus dem Englischen ins Shona. Er war auch Herausgeber.
Mungoshi erhielt 1992 den Noma Award und 1988 und 1998 jeweils einen Commonwealth Writers’ Prize sowie die Ehrendoktorwürde der University of Zimbabwe.

## Werke (Auswahl)
in Shona
- Makunun'unu Maodzamoyo. Erzählung. 1970
- Ndiko Kupindana Kwamazuva. 1975
- Inongova Njake Njake. Drama. 1980
- Kunyarara Hakusi Kutaura? Roman. 1983

in Englisch
- Coming of the Dry Season. Kurzgeschichten. 1972 Von der rhodesischen Zensur verboten.
- Waiting for the Rain. Erzählung. 1975
- Some Kinds of Wounds and Other Short Stories. Kurzgeschichten. Von der rhodesischen Zensur verboten. 1987 als The Setting Sun and Rolling World
- Stories from a Shona Childhood. Kinderbuch. 1989
- One Day Long Ago: More Stories from a Shona Childhood. Kinderbuch. 1991
- Walking Still. Kurzgeschichten. 1997
- The Milkman Doesn't Only Deliver Milk. 1981
- Branching Streams flow in the dark. 2013 National Arts Merit Award 2014
- How the World Will End. 2017

Übersetzungen ins Deutsche
- Der sprechende Kürbis und andere afrikanische Geschichten. Übersetzung Susanne Koehler. Zürich : Nagel und Kimche, 1994 ISBN 978-3-312-00503-1 Kinderbuch
- Von Frauen und anderen Geliebten. Übersetzung Thomas Brückner. Wuppertal : Marino, 1999 ISBN 978-3-927527-91-1